# クラシカ・サンセバスティアン2010
クラシカ・デ・サン・セバスティアン2010(Clásica de San Sebastián 2010)は、クラシカ・デ・サン・セバスティアン(UPT)の30回目のレース。2010年7月31日に行われた。

## 参加チーム
| - Ag2r - ラ・モンディアル - アンダルシア - カハスル - アスタナ - ケス・デパーニュ - サーヴェロ・テストチーム - エウスカルテル・エウスカディ - フートン・セルベット | - フランセーズ・デ・ジュー - ガーミン・トランジションズ - ランプレ - ファルネーゼ・ヴィーニ - リクイガス・ドイモ - オメガファーマ・ロット - クイックステップ - ラボバンク | - チーム・HTC - コロンビア - チーム・カチューシャ - チーム・ミルラム - チーム・レディオシャック - チーム・サクソバンク - チーム・スカイ - シャコベオ・ガリシア |

※斜字はコンチネンタルプロチーム

## 結果
| 順位 | 選手名                       | 国籍           | チーム                       | 時間          |
| ---- | ---------------------------- | -------------- | ---------------------------- | ------------- |
| 1    | ルイス・レオン・サンチェス   | スペイン       | ケス・デパーニュ             | 5時間47分13秒 |
| 2    | アレクサンドル・ヴィノクロフ | カザフスタン   | アスタナ                     | 同            |
| 3    | カルロス・サストレ           | スペイン       | サーヴェロ・テストチーム     | 同            |
| 4    | アイマル・スベルディア       | スペイン       | チーム・レディオシャック     | +34秒         |
| 5    | ホアキン・ロドリゲス         | スペイン       | チーム・カチューシャ         | +37秒         |
| 6    | ライダー・ヘシェダル         | カナダ         | ガーミン・トランジションズ   | 同            |
| 7    | ロベルト・ヘーシンク         | オランダ       | ラボバンク                   | 同            |
| 8    | ニコラス・ロッシュ           | アイルランド   | Ag2r・ラ・モンディアル       | 同            |
| 9    | サムエル・サンチェス         | スペイン       | エウスカルテル・エウスカディ | 同            |
| 10   | リッチー・ポート             | オーストラリア | チーム・サクソバンク         | 同            |